# آرسن شاکاریان
آرسن شاکاریان (ارمنی: Արսեն Չաքարեան؛ فرانسوی: Arsène Tchakarian‎؛ زاده ۲۱ دسامبر ۱۹۱۶ – درگذشته ۴ اوت ۲۰۱۸) تاریخ‌نگار و خیاط ارمنی‌تبار اهل فرانسه بود. وی عضو مقاومت فرانسه در زمان جنگ جهانی دوم بود. او عضو گروه مانوشیان متشکل از مبارزان مهاجر خارجی بود.

## زندگی‌نامه
آرسن شاکاریان در ۲۱ دسامبر ۱۹۱۶ به دنیا آمد. وی یکی از نجات‌یافتگان نسل‌کشی ارمنی‌ها بود. وی همچنین برندهٔ جوایزی همچون لژیون دونور (افسر)، لژیون دونور (فرمانده)، جایزه نخل آکادمیک و لژیون دونور (شوالیه) شده است. وی در ۴ اوت ۲۰۱۸ در سن ۱۰۱ سالگی در ویلژوئیف درگذشت. وی آخرین بازمانده از گروه مانوشیان بود.